# آویچی
تیم برگلینگ (سوئدی: Tim Bergling; تلفظ سوئدی: [tɪm ²bærjlɪŋ]؛ زادهٔ ۸ سپتامبر ۱۹۸۹ - درگذشتهٔ ۲۰ آوریل ۲۰۱۸) که بیشتر با نام هنری آویچی (‎/əˈviːtʃi/‎, ə-VEE-chee؛ به سبک ΛVICII و ◤ ◢) شناخته می‌شد، یک موسیقیدان، دی‌جی، ریمیکس‌کننده، و تهیّه‌کنندهٔ موسیقی سوئدی بود.

## فعالیت هنری
تیم برگلینگ در استکهلم، سوئد زاده شد. پدرش کلاس برگلینگ و مادرش انکی لیدن هنرپیشه سوئدی بود. او دارای یک برادر به نام دیوید برگلینگ، یک خواهر به نام لیندا استرنر و یک نابرادری به نام انتون کوربرگ بود. وی در ۱۶ سالگی با الهام از برادرش که او هم دی جی بود، ساخت موسیقی را آغاز کرد.
تیم برگلینگ از ۱۶ سالگی علاقه شدیدی به آهنگسازی و دی‌جی شدن داشت. همین امر باعث شد که او فعالیت خود به‌عنوان یک آهنگساز را در اتاق خواب خود آغاز کند. او در ابتدای کار خود، دموهای آثار ملودیک خود را در وبلاگ‌های محلی موسیقی قرار می‌داد و از نظرات شنوندگان درمورد آثار خود بهره می‌برد. در همین هنگام بود که یک تهیه‌کننده موسیقی ایرانی مقیم سوئد به نام آرش پورنوری، یکی از آثار او را شنید و تقاضای ملاقات با تیم برگلینگ جوان را کرد و سپس مدیر برنامه‌های او شد. آویچی در سن ۱۸ سالگی نخستین میکس‌ها و مش‌آپ‌های خود را با استفاده از نرم‌افزار اف ال استودیو ساخت که باعث حیرت چندین دی‌جی مطرح جهان از قبیل راجر سانچز شد که حتی درخواست انجام یک ریمیکس از آهنگش را به او داد. نخستین آثار رسمی او که باعث جلب توجهات دنیای موسیقی به او شدند، ترک‌های Alcholholic و Bromance بودند که بسیاری از دی جی‌های مطرح دنیا مانند لیدبک لوک، تییستو و دیوید گتا و آلن واکر خواستار همکاری و ارتباط با او شدند. در همین سال‌ها بود که آویچی در سرتاسر اروپا و آمریکای شمالی اجراهای زنده برگزار می‌کرد و محبوبیت بی نظیری به‌عنوان یک دی‌جی جوان در میان طرفداران موسیقی هاوس و EDM جلب کرد. با انتشار تک آهنگ‌های Levels و Silhouettes در سال ۲۰۱۱ از آویچی که ملودی‌های ساده اما ریتمیک و خلاقانه‌ای داشتند، توجهات بین‌المللی مردم به سبک او جلب شد و راه پیشرفت او در رسیدن به جایگاه‌های بالاتر هموار شد. اجراهای او در جشنواره‌های بزرگ موسیقی الکترونیک دنیا مانند تومارولند و اولترا موزیک سال ۲۰۱۲ به همراه خواننده مشهور دنیا مدونا، او را تبدیل به هنرمندی شناخته‌شده در این سبک مطرح کردند.
در سال ۲۰۱۳ و در سن ۲۴ سالگی، آویچی شروع به کار روی آلبوم واقعی کرد و با انتشار آهنگ مرا بیدار کن با همراهی آلو بلک، توانست در صدر چندین چارت موسیقی دنیا بایستد و توجهات فوق‌العاده چشمگیری از سرتاسر شنوندگان دنیا دریافت کند. همین امر باعث شد که برگلینگ دو سال پیاپی با رای عموم در جایگاه سوم مجله دی‌جی در سال ۲۰۱۲ و ۲۰۱۳ قرار بگیرد. در سال ۲۰۱۴ با انتشار آلبوم روزها/شب‌ها، آویچی توانست بار دیگر آهنگی صدرنشین در چارت‌های مختلف موسیقی بسازد. او در سال ۲۰۱۵ دومین آلبوم استودیویی خود به نام داستان‌ها را منتشر کرد. در همین سال‌ها بود که آویچی از مشکلات جسمی و روحی ناشی از الکلیسم و فشار کاری بیش از حد رنج می‌برد و سلامت خود را دچار مشکل می‌دید. سرانجام خود او بود که در سال ۲۰۱۶ به دلیل بیماری‌اش مجبور شد در دوران اوجش از انجام اجراهای زنده اعلام بازنشستگی کند. او در صفحه اینستاگرامش اعلام کرد که به دلیل بیماری‌اش دیگر نمی‌تواند اجرای زنده‌ای داشته باشد و برای حفظ سلامت روان خود باید آن را کنار بگذارد اما همچنان در دنیای موسیقی فعالیت خواهد داشت.
آویچی پس از وقفه ای چندماهه ساخت آلبوم آویچی (۰۱) را به پایان رساند و توانست آهنگ‌های محبوبی از خود در این آلبوم به جای بگذارد و تمرکز خود را روی ساخت آلبوم جدید خود به نام تیم گذاشت که با مرگ او بر اثر خودکشی در سال ۲۰۱۸ ناتمام ماند. یکسال پس از مرگ آویچی، در سال ۲۰۱۹ خانواده او با همکاری چند هنرمند نزدیک به تیم برگلینگ، آلبوم "تیم" را منتشر کردند و تمام عواید دریافتی از این آلبوم را به بنیاد تیم برگلینگ که برای آگاهی بخشی درمورد سلامت روانی می‌کوشد، اختصاص دادند.
در سال ۲۰۲۰، دی جی نروژی کیگو با جمع‌آوری ملودی‌های آهنگ هرگز پخش نشده "برای همیشه مال تو (یادبود آویچی)" که در جشنواره موسیقی اولترا ۲۰۱۶ توسط آویچی به اجرا درآمد، آهنگی به نام "برای همیشه مال تو (یادبود آویچی)" را به همراه ساندرو کاوازا منتشر کرد و تمام عواید دریافتی از آن را به بنیاد تیم برگلینگ اختصاص دادند. این ترانه، آخرین اثر هنری تیم برگلینگ به حساب می‌آید. آویچی در تمام سال‌های فعالیتش چیزی نزدیک به ۱۰۰۰ عدد اجرا در سرتاسر دنیا داشت.

## تأثیرپذیری
آویچی با تاثیرپذیری خود از تهیه‌کنندگان موسیقی معروف سوئدی مانند دفت پانک، سوئدیش هاوس مافیا (سباستین اینگروسو، استیو آنجلو، اکسول) و اریک پریدز، تولید آثار خود را آغاز کرد و از آنان به عنوان الگوهای خود یاد می‌کرد.

## وضعیت سلامت و مرگ

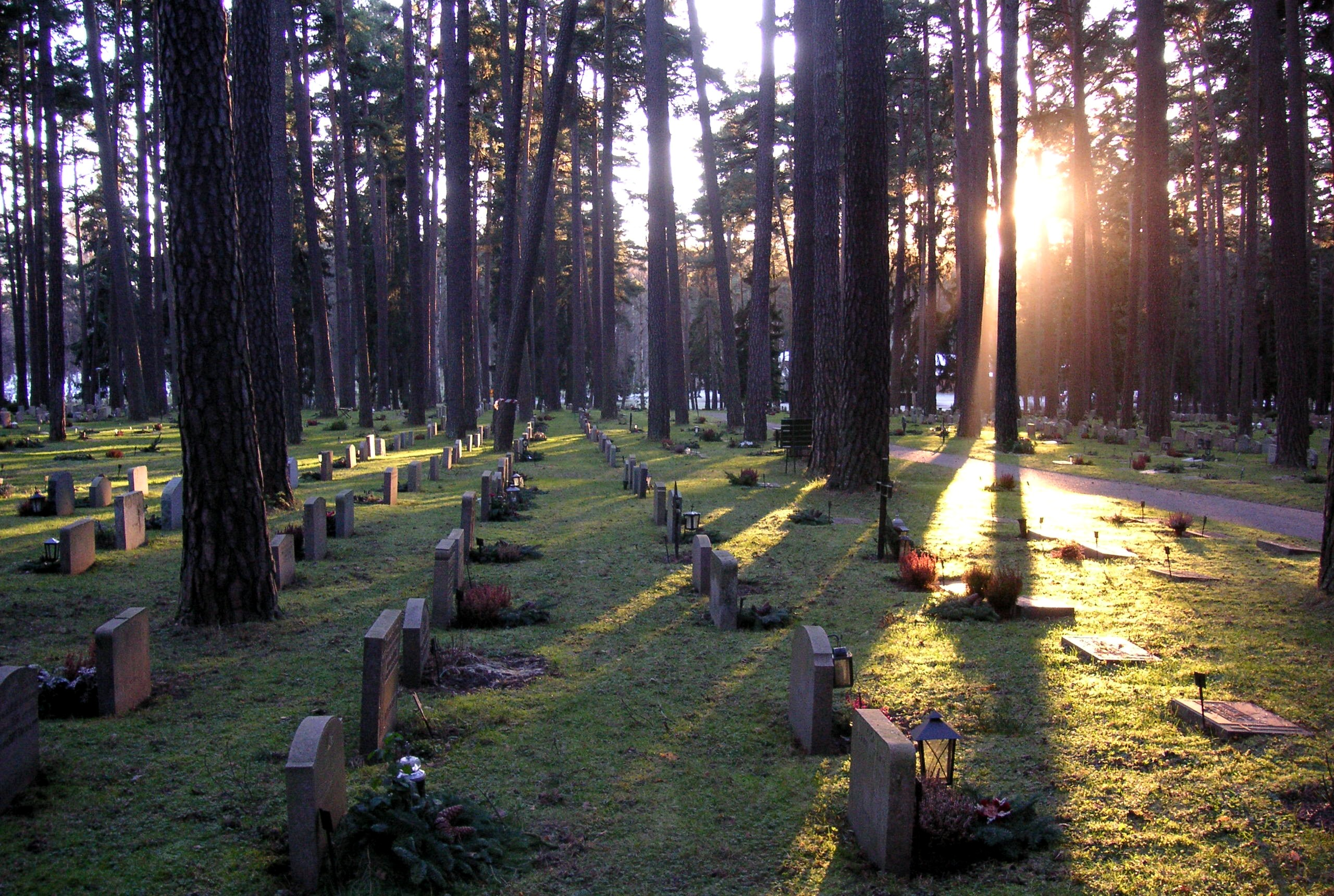
آرامگاه تیم برگلینگ در محوطه کلیسای هدوینگ اِلِنورا استکهلم

در ژانویه ۲۰۱۲، برگلینگ به مدت ۱۱ روز به دلیل ابتلا به پانکراتیت حاد ناشی از الکلیسم در استرالیا بستری شد. در سال ۲۰۱۴، برگلینگ تحت عمل جراحی قرار گرفت و آپاندیس و کیسه صفرایش را از بدنش خارج کردند. در سال ۲۰۱۶، وضعیت جسمانی برگلینگ بدتر شد و وضعیت سلامت او به نقطه ای کشید که برگزاری تورهای اجرای زنده‌اش را متوقف کرد. برگلینگ به‌طور عمومی دربارهٔ مشکلات جسمانی‌اش و فشار حاد وارد شده به خود در طول سالهای فعالیت خود را در مستند آویچی: داستان‌های واقعی (به انگلیسی: Avicii: True Stories) توضیح داد و در آن نشان داد که او حتی بر روی تخت بیمارستان هم کار می‌کرد.
تیم برگلینگ در ۲۰ آوریل ۲۰۱۸ در ۲۸ سالگی در مسقط عمان به دلیل خودکشی درگذشت. پلیس عمان پس از تحقیق چند روزه، ادعای مرگ مشکوکانه آویچی را رد کرد. سرانجام پیکر آویچی پس از بازگشت به سوئد در کلیسای هدوینگ اِلِنورا استکهلم به خاک سپرده شد.

## آلبوم‌شناسی
| نوع | نام انگلیسی     | نام پارسی    | تعداد قطعه | سال انتشار |
| --- | --------------- | ------------ | ---------- | ---------- |
| EP  | True            | واقعی        | ۱۰         | ۲۰۱۳       |
| EP  | The Days/Nights | روزها / شب‌ها | ۴          | ۲۰۱۴       |
| LP  | Stories         | داستان‌ها     | ۱۴         | ۲۰۱۵       |
| EP  | Avicii (01)     | آویچی(۰۱)    | ۶          | ۲۰۱۷       |
| LP  | TIM             | تیم          | ۱۲         | ۲۰۱۹       |